# Stockport, Iowa
Stockport är en ort i Van Buren County i Iowa. Vid 2010 års folkräkning hade Stockport 296 invånare.